# Tadeusz Mulicki
Tadeusz Stanisław Mulicki (ur. 6 maja 1932 we Lwowie, zm. 8 listopada 2020 w Warszawie) – polski dyplomata, politolog, ambasador w Libii (1975–1979), Algierii (1982–1986), Peru (1991–1993), Tunezji (1996–2000).

## Życiorys
Ukończył prawo na Uniwersytecie Warszawskim. Doktor nauk politycznych.
Od 1959 pracownik służby dyplomatyczno-konsularnej Ministerstwa Spraw Zagranicznych. Minister pełnomocny w Międzynarodowej Komisji Nadzoru i Kontroli w Kambodży w latach 1967–1969. Doradca ministra. Ambasador w Libii (1975–1979), w Algierii (1982–1986), Peru (7 marca 1991–czerwiec 1993) i Tunezji (28 czerwca 1996–31 sierpnia 2000). Dyrektor departamentów: Konsularnego (1980–1981) i Azji (1981–1982).
Według materiałów zgromadzonych w archiwum Instytutu Pamięci Narodowej był w latach 1960–1966 tajnym współpracownikiem Służby Bezpieczeństwa PRL o pseudonimie „Uran”.
Pochowany na cmentarzu parafialnym we Włochach.

## Publikacje
- Tadeusz Mulicki, Zasada nieinterwencji w polityce Organizacji Państw Amerykańskich w latach 1948–1965, Warszawa: Polski Instytut Spraw Międzynarodowych, 1973, OCLC 812710830. Brak numerów stron w książce